# Jacek Bąk (ur. 1962)
Jacek Bąk (ur. 7 czerwca 1962 w Roźwienicy) – polski piłkarz grający na pozycji napastnika. Były zawodnik m.in. Lecha Poznań i Legii Warszawa.

## Kariera piłkarska
Jacek Bąk swoją karierę rozpoczynał w klubie JKS Jarosław, a po pięciu latach gry dla drużyny z Jarosławia został wypatrzony i zakupiony przez Resovię. Po dwóch latach gry dla Pasów został zawodnikiem Lecha Poznań (w barwach Kolejorza rozegrał 84 mecze i zdobył 4 bramki), a po kolejnych trzech Lechii Gdańsk.
W 1988 roku z Zawiszy Bydgoszcz wykupiła go warszawska Legia. W barwach Wojskowych rozegrał 103 mecze, w których 3 razy pokonał bramkarzy rywali. Wystąpił m.in. w spotkaniu 1/4 finału Pucharu Zdobywców Pucharów przeciwko Sampdorii. Inne sukcesy z czasów występów na łazienkowskiej to Puchar Polski (1989, 1990) oraz Superpuchar Polski (1989).
W późniejszych latach Bąk grał we Włoszech, a po 3 latach gry na włoskich boiskach powrócił do Polski, do Olimpii Warszawa i następnie Marymontu Warszawa. W ostatnim klubie zakończył karierę.